# Fadhéla Dziria
Fadhéla Dziria  (en árabe: فضيلة الدزيرية‎‎; oficialmente Fadhéla Madani Bent el-Mahdi  (en árabe: فضيلة مدني بنت المهدي‎)‎; (Argel, 25 de junio de 1917-Argel, 6 de octubre de 1970) fue una cantante, letrista, dramaturga, y activista argelina en el estilo Hawzi de la música andaluza clásica. Su primer nombre también se translitera Fadila, Fadhila, o Fadela, y su sobrenombre era Dziriya. Dziria significa árabe argelino--por lo que ella era, profesionalmente, "Fadhéla la argelina".

## Carrera
Fadhéla Dziria era originaria de Argel, hija de Mehdi Ben Abderrahmane y de Fettouma Khelfaoui. Primero fue escuchada cantando en radio, en Argelia. En la década de 1930, ya era una joven cantante de cabaret en París. Regresó a Argelia; y, cantó en el Café des Sports. En la década de 1940, comenzó a hacer grabaciones, en su mayoría de canciones populares tradicionales. También viajó para cantar en otras ciudades, y apareció en películas. Más tarde en su carrera, también fue vista en televisión.
Recaudó fondos para causas políticas con su hermana más militante, Goucem Madani (1918-1983), y cumplió condena en prisión por su activismo. Además las hermanas tenían una banda con Sultana Daoud.
Fadhéla Dziria tuvo una importante influencia artística sobre Saloua Lemitti, otra cantante tradicionalista argelina.
También proporcionó oportunidades tempranas, para la cantante y compositora Biyouna, quien tocaba la pandereta en la orquesta femenina de Dziria, cuando era una mujer joven.

## Personal
Fadhéla Madani se casó por un corto tiempo, a sus trece años. Falleció en 1970, a los cincuenta y tres años. Su tumba se halla en Cementerio El Kettar.

## Legado
- 2010: reunión de músicos en Algiers para conmemorar el cuadragésimo aniversario de su muerte, y para abrir una exposición de fotografía basada en su música.[7]

### Eponimia
- 2009: un anfiteatro en el "Instituto Nacional de Música de Algiers" recibió su nombre por Dziria. Un festival anual de música nacional se lleva a cabo allí.[8]

- 1999: el tema "Dziria" por la banda de hip-hop argelinos MBS fue un tributo de la grabación de Fadila Dziria en 1951 de "Ana Touiri".[9]